# آپاپا
آپاپا (به لاتین: Apapa) یک منطقهٔ مسکونی در نیجریه است که در ایالت لاگوس واقع شده‌است. آپاپا ۲۱۷٬۳۶۲ نفر جمعیت دارد.